# ميخائيل يغر (رسام)
ميخائيل يغر (بالألمانية: Michael Jäger)‏ هو رسام ألماني، ولد في 1956 في دوسلدورف في ألمانيا.